# Joc cooperatiu
En teoria de jocs, un joc cooperatiu és un joc en el qual dos o més jugadors no competeixen, sinó que col·laboren per aconseguir el mateix objectiu i, per tant, guanyen o perden com a equip. En altres paraules, és un joc on grups de jugadors (coalicions) poden prendre comportaments cooperatius, doncs el joc és una competició entre coalicions de jugadors i no entre jugadors individuals.
Els jocs cooperatius poden esdevenir un bon recurs per tal de generar actituds solidàries, promoure situacions en els quals es regulin els conflictes de forma col·lectiva o millorar l'ambient de grup. Aquests jocs també permeten als participants prendre consciència que els companys del mateix grup poden tenir perspectives diferents.
Alguns avantatges:
- Construcció d'una relació social positiva.
- Empatia
- La cooperació
- La comunicació entre els diferents membres del grup
- La participació
- L'alegria.

Tal com deia Corman (1978): “un dels caràcters més notables de l'educació no violenta és el de formar nens alegres. En aquest tipus de jocs, en desaparèixer la por al fracàs i al rebuig, associats generalment a jocs competitius, la finalitat última és l'alegria."
Alguns inconvenients: 
- Egoisme: Això es pot donar quan un membre del grup considera que la seva opinió és l'única possible i l'única bona. Per tant, vol i intenta que la resta del grup acceptin la seva proposta.
- El favoritisme intragrupal: Pot ser que s'estableixin competències entre els diferents grups. Per evitar això, s'han d'establir metes comunes.
- Reacció dels menys capacitats: Quan algun membre del grup no aconsegueixi l'èxit, els més hàbils del grup també se n'hauran de responsabilitzar perquè d'aquest manera no es permetrà que la responsabilitat recaigui sobre una sola persona.
- Desig d'obtenir resultats immediats: Es necessita temps i paciència perquè els alumnes vagin interioritzant una forma de ser cooperativa.

Per altra banda, els jocs cooperatius transmeten i potencien uns determinats valors mitjançant el qual s'estructura una determinada relació entre ells. Aquests jocs són un bon instrument per potenciar una sèrie de valors, com són:
- Cooperació: La cooperació és la millor manera d'aprendre i compartir, socialitzar-se i preocupar-se pels altres
- Empatia: Capacitat de posar-se en el lloc de l'altre, comprendre les necessitats dels altres.
- Comunicació: Capacitat per expressar l'estat d'ànim, les sensacions i emocions.
- Participació: La participació col·lectiva genera un clima de confiança i de mútua implicació. Eliminen l'exclusió i rebutgen la divisió entre guanyadors i perdedors.
- Construcció d'una realitat social positiva: Canvien les actituds de les persones cap al joc i cap a elles mateixes. Generen comportaments prosocials, basats en relacions solidàries, afectives i positives.
- Estima i el concepte positiu d'un mateix: Permeten una imatge positiva d'un mateix, reconèixer, estimar i expressar la importància de l'altre.
- Alegria: Com que el fracàs i el rebuig desapareixen, l'alegria es manifesta ben clarament. És un objectiu que no es pot deixar de banda.

Els infants educats en la cooperació, l'acceptació i l'èxit tenen més possibilitats de desenvolupar una personalitat sana i equilibrada.